# Ikuzo Saito
Ikuzo Saito (Matsusaka, Japón, 11 de agosto de 1960) es un deportista japonés retirado especialista en lucha grecorromana donde llegó a ser medallista de bronce olímpico en Los Ángeles 1984.

## Carrera deportiva
En los Juegos Olímpicos de 1984 celebrados en Los Ángeles ganó la medalla de bronce en lucha grecorromana de pesos de hasta 48 kg, tras el luchador italiano Vincenzo Maenza (oro) y el alemán Markus Scherer (plata).